# Урсуле (Сјеница)
Урсуле је насеље у Србији у општини Сјеница у Златиборском округу. Према попису из 2022. било је 150 становника (према попису из 1991. било је 582 становника).

## Демографија
У насељу Урсуле живи 241 пунолетни становник, а просечна старост становништва износи 35,9 година (35,5 код мушкараца и 36,4 код жена). У насељу има 72 домаћинства, а просечан број чланова по домаћинству је 4,53.
Ово насеље је великим делом насељено Бошњацима (према попису из 2002. године), а у последња три пописа, примећен је пад у броју становника.
|  |

| Демографија | Демографија | Демографија |
| Година      | Становника  | Становника  |
| ----------- | ----------- | ----------- |
| 1948.       | 856         |             |
| 1953.       | 911         |             |
| 1961.       | 920         |             |
| 1971.       | 784         |             |
| 1981.       | 757         |             |
| 1991.       | 582         | 582         |
| 2002.       | 326         | 361         |

| Етнички састав према попису из 2002.‍ | Етнички састав према попису из 2002.‍ | Етнички састав према попису из 2002.‍ | Етнички састав према попису из 2002.‍ | Етнички састав према попису из 2002.‍ |
| ------------------------------------ | ------------------------------------ | ------------------------------------ | ------------------------------------ | ------------------------------------ |
|                                      |                                      |                                      |                                      |                                      |
| Бошњаци                              | Бошњаци                              |                                      | 312                                  | 95,70%                               |
| Срби                                 | Срби                                 |                                      | 13                                   | 3,98%                                |
| Муслимани                            | Муслимани                            |                                      | 1                                    | 0,30%                                |
| непознато                            | непознато                            |                                      | 0                                    | 0,0%                                 |

| Година пописа     | 1948. | 1953. | 1961. | 1971. | 1981. | 1991. | 2002. |
| ----------------- | ----- | ----- | ----- | ----- | ----- | ----- | ----- |
| Број домаћинстава | 131   | 131   | 143   | 134   | 117   | 109   | 72    |

| Број чланова      | 1 | 2  | 3 | 4 | 5  | 6 | 7 | 8 | 9 | 10 и више | Просек |
| ----------------- | - | -- | - | - | -- | - | - | - | - | --------- | ------ |
| Број домаћинстава | 6 | 17 | 6 | 8 | 11 | 6 | 8 | 6 | 2 | 2         | 4,53   |

| Пол    | Укупно | Неожењен/Неудата | Ожењен/Удата | Удовац/Удовица | Разведен/Разведена | Непознато |
| ------ | ------ | ---------------- | ------------ | -------------- | ------------------ | --------- |
| Мушки  | 131    | 45               | 79           | 2              | 1                  | 4         |
| Женски | 124    | 27               | 76           | 17             | 0                  | 4         |
| УКУПНО | 255    | 72               | 155          | 19             | 1                  | 8         |

| Пол    | Укупно                    | Пољопривреда, лов и шумарство | Рибарство                            | Вађење руде и камена | Прерађивачка индустрија       |
| ------ | ------------------------- | ----------------------------- | ------------------------------------ | -------------------- | ----------------------------- |
| Мушки  | 92                        | 81                            | 0                                    | 2                    | 4                             |
| Женски | 61                        | 49                            | 0                                    | 0                    | 11                            |
| УКУПНО | 153                       | 130                           | 0                                    | 2                    | 15                            |
| Пол    | Производња и снабдевање   | Грађевинарство                | Трговина                             | Хотели и ресторани   | Саобраћај, складиштење и везе |
| Мушки  | 0                         | 0                             | 0                                    | 1                    | 0                             |
| Женски | 0                         | 0                             | 0                                    | 0                    | 0                             |
| УКУПНО | 0                         | 0                             | 0                                    | 1                    | 0                             |
| Пол    | Финансијско посредовање   | Некретнине                    | Државна управа и одбрана             | Образовање           | Здравствени и социјални рад   |
| Мушки  | 0                         | 0                             | 0                                    | 2                    | 0                             |
| Женски | 0                         | 0                             | 0                                    | 1                    | 0                             |
| УКУПНО | 0                         | 0                             | 0                                    | 3                    | 0                             |
| Пол    | Остале услужне активности | Приватна домаћинства          | Екстериторијалне организације и тела | Непознато            | Непознато                     |
| Мушки  | 0                         | 0                             | 0                                    | 2                    | 2                             |
| Женски | 0                         | 0                             | 0                                    | 0                    | 0                             |
| УКУПНО | 0                         | 0                             | 0                                    | 2                    | 2                             |